# Михайло Каченовський
Качено́вський Миха́йло Трохи́мович (1 (12) листопада 1775, Харків, Слобідсько-Українська губернія, Російська імперія — 19 квітня (1 травня) 1842, Москва) — історик та літературний критик. Доктор філософії та мистецтв (1806), професор (1810). Ректор Імператорського Московського університету (1837—1842). Українець за походженням.

## Життєпис
Народився у родині грецького переселенця з Балаклави Трохима Качоні.
Після смерті батька навчався у Харківському колегіумі, який закінчив 1789 року.
Одразу ж по закінченні поступив урядником у Катеринославське козацьке військо у якому служив п'ять років. Два роки працював у Слобідсько-Українському губернському магістраті у Харкові. Потому повернувся на військову службу. 1798 року обійняв посаду квартирмейстера. Притягнутий до суду за звинуваченням у «розбазарюванні» казенного пороху, але виправданий.
Після звільнення з війська став бібліотекарем у графа О. К. Розумовського. Коли останній став попечителем Московського університету, то запропонував йому посаду правителя його особистої канцелярії.

## Родина
Син Володимир (1826—1892).